# Sebastian Stumpf
Sebastian Stumpf (* 1980 in Würzburg) ist ein deutscher Fotograf, Foto- und Videokünstler.

## Leben
Sebastian Stumpf studierte von 1999 bis 2001 Malerei, Grafik und Objektkunst an der Akademie der Bildenden Künste in Nürnberg bei Rolf-Gunter Dienst. Von 2001 bis 2002 absolvierte er ein Gaststudium an der Ècole Nationale des Beaux-Arts in Lyon.
2002 begann Sebastian Stumpf ein Studium der Fotografie an der Hochschule für Grafik und Buchkunst Leipzig bei Timm Rautert. 2006 bekam er sein Diplom. Von 2006 bis 2008 war er Meisterschüler an der Hochschule für Grafik und Buchkunst in Leipzig bei Timm Rautert.
Sebastian Stumpf lebt und arbeitet in Leipzig.

## Kunststil
Sehr häufig steht der Künstler selbst im Mittelpunkt seiner Videos oder Fotografien. Er bewegt sich in urbanen oder ländlichen Räumen und fotografiert oder filmt sich dabei.

## Einzelausstellungen
- 2013 Unvorhergesehen, Galerie Thomas Fischer, Berlin
- 2013 Sleep #03. Dauerhafte Installation, Kulturstiftung des Bundes, Halle/Saale
- 2011 Nowhere Near, Museum für Photographie Braunschweig
- 2011 All these walls, Kunstverein Göttingen
- 2011 a way, Kunsthalle Schweinfurt
- 2011 Brücken, Galerie Kleindienst, Leipzig
- 2010 Neue Räume, Projektraum, Museum Folkwang, Essen
- 2009/2010 Never Really There, Landesgalerie Linz, Österreich
- 2009 Performance #19, Videoinstallation, Frankfurter Kunstverein
- 2009 Gravity Pulls Everything II, Goethe-Institut Stockholm
- 2009 Trees, Project Space, Graffiti-Etat des lieux, Galerie du jour Agnes B., Paris
- 2008 Auf und Ab, annex 14, Bern
- 2008 Leaving Again, Talents 13, C/O Berlin,
- 2007 Sebastian Stumpf – Videoinstallationen, Museum Folkwang, Essen
- 2007 Gravity Pulls Everything, Goethe-Institut, Lissabon
- 2006 Faux Terrain, Goethe-Institut, Lyon
- 2006 Free solo, Diplom, Galerie der Hochschule für Grafik und Buchkunst, Leipzig
- 2003 Hoch, in der Reihe von "vino della casa", HGB, Leipzig
- 2003 Die helle Kammer, Die Vitrine/ Showroom für junge Kunst, Nürnberg

## Stipendien / Preise
- 2010/2011 Stipendium der Kulturstiftung der Länder
- 2010 Marion-Ermer-Preis
- 2010 Arbeitsstipendium der Kulturstiftung des Freistaates Sachsen
- 2006–2007 Stipendium des DAAD für Portugal
- 2005 Stipendium der Studienstiftung des deutschen Volkes
- 2005 Akademiepreis der Akademie der Bildenden Künste Nürnberg
- 2004 Kunstförderpreis der Stadtwerke Leipzig/Halle
- 2001–2002 Stipendium des DFJW für das Gaststudium an der École Nationale des Beaux-Arts in Lyon

## Veröffentlichungen und Ausstellungskataloge
- Francis Nenik / Sebastian Stumpf: Seven Palms. Das Thomas-Mann-Haus in Pacific Palisades, Los Angeles, Spector Books, Leipzig 2018, ISBN 978-3-95905-180-4.
- A way : Sebastian Stumpf. Spector Books, Leipzig 2011, Ausstellungskatalog Kunsthalle Schweinfurt, ISBN 978-3-940064-30-1.
- Sebastian Stumpf, all these walls. Argobooks, Berlin 2010, anlässlich Marion Ermer Preis 2010, ISBN 978-3-941560-97-0.
- Sebastian Stumpf – Never really there. Oberösterreichisches Landesmuseum, Linz, Ausstellungskatalog, ISBN 978-3-85474-215-9.
- Leaving Again. Sebastian Stumpf (Autor) und Stefanie Hoch (Bilder). Deutscher Kunstverlag, 2008, ISBN 978-3-422-06849-0.